# Wolfsberg (distrikt)
Wolfsberg är ett distrikt i Kärnten i Österrike. Det har en kort gräns mot Slovenien i söder. Distriktet består av följande kommuner:

Kommunerna i distriktet Wolfsberg

- Bad Sankt Leonhard im Lavanttal
- Frantschach-Sankt Gertraud
- Lavamünd
- Preitenegg
- Reichenfels
- Sankt Andrä
- Sankt Georgen im Lavanttal
- Sankt Paul im Lavanttal
- Wolfsberg